# Nacham
Nacham (hebrejsky נַחַם, v oficiálním přepisu do angličtiny Naham) je vesnice typu mošav v Izraeli, v Jeruzalémském distriktu, v Oblastní radě Mate Jehuda.

## Geografie
Leží v nadmořské výšce 276 metrů v místech, kde vodní tok Sorek přitékající sem od východu opouští západní okraj zalesněných svahů Judských hor a vstupuje do pahorkatiny Šefela. Od severu tu do něj ústí vádí Nachal Ksalon. Do Soreku ještě ústí Nachal Šimšon, přitékající od severovýchodu, ze svahů hory Har Šimšon.
Obec se nachází 33 kilometrů od břehu Středozemního moře, cca 40 kilometrů jihovýchodně od centra Tel Avivu, cca 22 kilometrů západně od historického jádra Jeruzalému a 2 kilometry severně od Bejt Šemeš. Nacham obývají Židé, přičemž osídlení v tomto regionu je etnicky převážně židovské.
Nacham je na dopravní síť napojen pomocí dálnice číslo 38. Jižně od mošavu podél potoka Sorek probíhá těleso železniční trati z Tel Avivu do Jeruzaléma. Zastávka je v nedalekém sousedním městě Bejt Šemeš.

## Dějiny
Nacham byl založen v roce 1950. Novověké židovské osidlování tohoto regionu začalo po válce za nezávislost tedy po roce 1948, kdy Jeruzalémský koridor ovládla izraelská armáda a kdy došlo k vysídlení většiny zdejší arabské populace. V prostoru nynějšího mošavu stávala do roku 1948 arabská vesnice Artuf. Kromě ní tu ale již od roku 1883 stávala židovská osada Hartuv, která byla ovšem během války v roce 1948 poničena a nebyla již obnovena. Arabská vesnice Artuf stávala na západním okraji nynějšího mošavu. Stála v ní základní škola a mešita al-Umari. Dále se tu nacházela muslimská svatyně al-Šajch Ali al-Ghimadi. Roku 1931 žilo v Artuf 253 lidí v 58 domech. Roku 1948 406 v 93 domech. Izraelci byl Artuf dobyt v červenci 1948. Zástavba pak byla z větší části zbořena, s výjimkou dvou domů a hřbitova.
Ke zřízení současného mošavu došlo 20. července 1950. Zakladateli byla skupina Židů z Jemenu, napojená na nábožensky orientovanou sionistickou organizaci ha-Po'el ha-Mizrachi. Jméno vesnice odkazuje na biblickou postavu Nachama zmiňovaného v Knize kronik 4,19 Jižně od obce leží administrativní komplex se sídlem Oblastní rady Mate Jehuda.

## Demografie
Podle údajů z roku 2014 tvořili naprostou většinu obyvatel v Nacham Židé (včetně statistické kategorie "ostatní", která zahrnuje nearabské obyvatele židovského původu ale bez formální příslušnosti k židovskému náboženství). Jde o menší obec vesnického typu s dlouhodobě mírně rostoucí populací. K 31. prosinci 2014 zde žilo 521 lidí. Během roku 2014 populace stoupla o 3,8 %.
| Rok            | 1961 | 1972 | 1983 | 1995 | 2001 | 2003 | 2004 | 2005 | 2006 | 2007 | 2008 | 2009 | 2010 | 2011 | 2012 | 2013 | 2014 |
| -------------- | ---- | ---- | ---- | ---- | ---- | ---- | ---- | ---- | ---- | ---- | ---- | ---- | ---- | ---- | ---- | ---- | ---- |
| Počet obyvatel | 410  | 414  | 378  | 364  | 415  | 450  | 462  | 448  | 455  | 457  | 472  | 470  | 477  | 485  | 512  | 502  | 521  |